# Angiopteris paucinervis
Angiopteris paucinervis là một loài dương xỉ trong họ Marattiaceae. Loài này được W.M. Chu & Z.R. He mô tả khoa học đầu tiên năm 2000.